# Waldhausen (Warstein)
Waldhausenⓘ – dzielnica miasta Warstein w powiecie Soest, w kraju związkowym Nadrenia Północna-Westfalia, w rejencji Arnsberg.

## Geografia
Waldhausen leży w północnej części Warstein i graniczy z trzema innymi dzielnicami miasta: Allagen, Sichtigvor i Mülheim. Waldhausen graniczy również z miastem/gminą Anröchte, a dokładniej z dwiema dzielnicami gminy: Uelde i Altenmellrich.

## Demografia
Według spisu ludności z marca 2025 roku, w Waldhausen mieszkało 297 mieszkańców, co stanowi 1,16% wszystkich mieszkańców Warsteinu.

## Etymologia
Nazwa dzielnicy wywodzi się prawdopodobnie z dawnej gęstej pokrywy leśnej.

## Historia
Waldhausen zostało zasiedlone najpóźniej w XIII wieku; w tym czasie prawdopodobnie znajdowała się jeszcze w gęstym lesie. Jednak wkrótce rolnictwo zyskało na znaczeniu, tak że dziś dzielnica charakteryzuje się głównie polami i kilkoma domami około 300 mieszkańców.

### Reorganizacja gminy
1 stycznia 1975 roku w życie weszła reorganizacja gminy i Waldhausen zostało połączone z miastem Warstein.

## Polityka
Od kwietnia 2025 roku burmistrzem dzielnicy (niem. Ortsvorsteher) jest Peter Cordes (CDU/CSU). Jego poprzednikiem był Rainer Kemper (CDU/CSU), który po 11 latach pełnienia funkcji z powodów prywatnych i zawodowych wycofał się ze stanowiska burmistrza.